# Крокум
Круком (на шведски: Krokom) е град в западната част на централна Швеция, лен Йемтланд. Главен административен център на едноименната община Крокум. Разположен е на северния бряг на езерото Сторшьон. Намира се на около 450 km на северозапад от централната част на столицата Стокхолм и на 20 km на северозапад от главния град на лена Йостершунд. Има жп гара. Населението на града е 2277 жители според данни от преброяването през 2010 г.